# Czerwończyk fioletek
Czerwończyk fioletek (Lycaena helle) – gatunek motyla z rodziny modraszkowatych. Występuje w Eurazji. Zasiedla wilgotne łąki i polany, często o charakterze półnaturalnym. Gąsienice żerują na rdeście wężowniku i rdeście żyworodnym. Europejska populacja ma charakter spadkowy i gatunek uznawany jest za bliski zagrożenia wyginięciem przez IUCN. W Polsce uznawany za narażony na wyginięcie i objęty ścisłą ochroną gatunkową. W kilku krajach Europy lokalnie wymarły. Umieszczony w załącznikach konwencji berneńskiej i dyrektywie siedliskowej.

## Opis
Motyl ten osiąga od 20 do 28 mm rozpiętości skrzydeł przy 12–14 mm długości skrzydła przedniego. Spód skrzydeł przednich barwy żółtopomarańczowej lub pomarańczowej, opatrzony czarnymi, jasno obwiedzionymi plamkami. Spód tylnych skrzydeł pomarańczowoszary lub szarobrązowy z pomarańczową przepaską brzegową oraz czarnymi plamkami. Część plamek zachodząca na przepaskę ma kształt klinowaty i białe obwódki. Wierzch przednich skrzydeł wykazuje u niego dymorfizm sezonowy i płciowy. Ten drugi wyraźniej zaznaczony u pokolenia wiosennego. Samice tej generacji mają pomarańczową przepaskę przy krawędzi zewnętrznej owych skrzydeł, a samce silniejszy fioletowy połysk. Obie płcie generacji wiosennej mają pomarańczowe przejaśnienia i intensywniejszy fiołkowy odcień wierzchu przednich skrzydeł. Wierzch skrzydeł pokolenia letniego jest mniej jaskrawy, z burnatnofioletowym odcieniem, u samic zwykle bez wspomnianej pomarańczowej przepaski. 
Jaja są okrągłe, spłaszczone, białawej barwy. Gąsienice mają ciała spłaszczone grzbieto-brzusznie, początkowo białozielone, z czasem jaskrawieją. Poczwarki białawe do brunatnofioletowych, zwykle z rzędami czarnych plamek. 

## Biologia i ekologia
Gatunek osiadły, tworzący zamknięte populacje. Zasiedla wilgotniejsze polany i łąki np. na obrzeżach torfowisk niskich i w dolinach rzecznych. Rośliną żywicielską gąsienic jest rdest wężownik, a na północy zasięgu też rdest żyworodny. Osobniki dorosłe żywią się nektarem takich roślin jak rdest wężownik, wierzby, jaskry, gęsiówki i niezapominajki, odwiedzając również padlinę.
Motyle latają nisko przy ziemi – samice na większe odległości, natomiast samce są niezwykle terytorialne i bronią rewiru atakując również owady z innych gatunków. Samica składa jaja pojedynczo lub po kilka na spodzie liści rośliny żywicelskiej. Gąsienice początkowe żerują na spodniej stronie blaszki liściowej, później zjadają całe liście, ale wciąż preferują przebywanie na spodzie. Ich rozwój trwa od 2,5 do 4 tygodni. Przepoczwarczenie następuje na roślinie lub na gruncie w jej pobliżu.

## Rozprzestrzenienie
Owad eurosyberyjski, borealno-górski. Występuje od Europy Środkowej i Północnej przez Kaukaz, Syberię, Zabajkale, Mongolię i północne Chiny po Rosyjski Daleki Wschód. Na Kaukazie wyróżnia się podgatunek L. h. schurovi Gorbunov, 2001, zaś podgatunek L. h. phintonis (Fruhstorfer, 1910) zasiedla Przyamurze.
W Europie gatunek rozsiedlony jest wyspowo we Francji, Belgii, Niemczech, Szwecji, Finlandii, Polsce, Białorusi, Ukrainie i Rosji. Wyginął w Czechach, Węgrzech, Łotwie, Słowacji i Włoszech. W Europie Środkowej i Wschodniej występuje na wyżynach i nizinach, zaś dalej na zachód na niższych położeniach górskich. W Polsce znany z rozproszonych stanowisk na niżu, o często bardzo niewielkiej powierzchni.

## Zagrożenia i ochrona
Siedliska czerwończyka fioletka mają zwykle charakter półnaturalny i wymagają ochrony czynnej np. w formie ekstensywnego użytkowania rolniczego. Zagrażają im zarówno naturalna sukcesja, jak i intensyfikacja użytkowania (np. w formie częstszego koszenia, koszenia całych powierzchni, nadmiernego wypasu) oraz całkowita likwidacja (np. pod zabudowę czy przez zalanie).
Gatunek ten umieszczony jest w załącznikach II i IV dyrektywy siedliskowej i załączniku II konwencji berneńskiej. Międzynarodowa Unia Ochrony Przyrody ocenia trend populacji europejskiej jako spadkowy i umieszcza gatunek w Czerwonej księdze gatunków zagrożonych jako bliski zagrożenia wyginięciem. Ze statusem zagrożonego wyginięciem został on wpisany w 1999 na Czerwoną listę motyli Europy. W Polsce objęty jest ścisłą ochroną gatunkową. Na Czerwonej liście zwierząt zagrożonych w Polsce oraz w Polskiej czerwonej księdze zwierząt umieszczony został jako gatunek narażony na wyginięcie.